# Chào buổi sáng (VTV)
Chào buổi sáng là chương trình tin tức đầu tiên trong ngày và được sản xuất bởi Đài Truyền hình Việt Nam, chương trình lên sóng vào 05:30 sáng hàng ngày trên kênh VTV1. Đây là chương trình có thời lượng dài nhất trong ngày với thời gian lên đến 90 phút và là một trong những chương trình có tuổi thọ lâu đời nhất trên VTV.
Được phát sóng lần đầu vào ngày 31 tháng 3 năm 1997 và là chương trình thời sự phát sóng đầu tiên trong ngày, các tin tức phát sóng trong chương trình Chào buổi sáng rất đa dạng từ chính trị, kinh tế, xã hội, văn hóa, giáo dục, quốc tế....

## Các chuyên mục trong chương trình

### CHÀO BUỔI SÁNG bông lúa
Chào buổi sáng phiên bản Bông lúa là chương trình hướng tới đối tượng khán giả tại các vùng nông thôn. Lên sóng lần đầu vào ngày 15/11/2014, chương trình cung cấp cho bà con nông dân không chỉ những thông tin về trồng trọt, chăn nuôi, mà còn xoay quanh mọi lĩnh vực ở đời sống như xã hội, y tế, giáo dục, môi trường hay những lời khuyên, lời tư vấn giúp bà con nông dân cải thiện được cuộc sống trong vòng 15-30 phút.

### CHÀO BUỔI SÁNG alo
Là chuyên mục chuyên phản ánh các vấn đề xã hội hay những hành động đẹp được ghi lại. Đường dây nóng sẽ luôn tiếp nhận thông tin từ khán giả trong giờ hành chính để tìm hiểu và phản ánh kịp thời. Chuyên mục này xuất hiện lần đầu vào ngày 1/8/2018.

### CHÀO BUỔI SÁNG khởi hành
Chào buổi sáng phiên bản Khởi hành sẽ dành ra 5 phút cùng với các phóng viên giao thông để bắt đầu một ngày mới với những thông tin giao thông hữu ích, cùng với đó là 1 phút cảnh báo, nhắc nhở người đi xe an toàn qua những clip tai nạn giao thông. Đây là tiền thân cho mục Tin tức Giao thông trước đây, với nội dung được làm gọn. Chuyên mục này ra mắt vào ngày 12/4/2016.

### BUỔI SÁNG THỨC GIẤC
Là một chuyên mục đem đến cho khán giả những hình ảnh chân thực, sống động của tất cả các lĩnh vực đời sống xã hội ở mọi vùng miền đất nước bằng hình thức trải nghiệm hàng ngày mà phóng viên ghi lại. Chuyên mục này xuất hiện lần đầu vào ngày 1/8/2018 và mỗi câu chuyện trong chuyên mục được chia làm 3 phần, mỗi phần kéo dài 5 phút: 05:40, 06:25 và 06:55. Trước tháng 4 năm 2025, chuyên mục có tên gọi là Việt Nam thức giấc.

### KẾT NỐI NÔNG SẢN
Kết nối nông sản là một chuyên mục trong Chào buổi sáng bông lúa cung cấp, kết nối thông tin về diễn biến thị trường để dự báo, cảnh báo và kết nối cung cầu hàng ngày...Những thông tin này không chỉ hữu ích cho nông dân, doanh nghiệp mà cho cả người dân tiêu thụ sản phẩm nông nghiệp hàng ngày. Chuyên mục này xuất hiện lần đầu vào ngày 1/8/2018.
Ngoài những chuyên mục đó ra, còn có các chuyên mục khác như CHÀO BUỔI SÁNG thời tiết, HƯƠNG VỊ NÔNG SẢN, SỔ TAY NHÀ NÔNG, NHÀ NÔNG THÔNG THÁI, ĐỒNG TIÊN THÔNG THÁI, SAO THẦN NÔNG, CHÀO BUỔI SÁNG khách mời, CHÀO BUỔI SÁNG thể thao, ĐIỂM BÁO, ĐIỂM ĐẾN CUỐI TUẦN, XU HƯỚNG, NHÌN RA THẾ GIỚI.

## Phát sóng
Khung giờ liệt kê dưới đây là giờ Việt Nam.

### Phiên bản chính
- VTV1 lúc 05:30 hàng ngày.
- VTV Cần Thơ lúc 05:30 đến 06:00 hàng ngày, từ 10/10/2022 đến 31/12/2022.

Ngoài ra, chương trình cũng được tiếp sóng trên một số kênh truyền hình nhất định ngoài VTV1 như VTV8 và VTV9.

## Sự cố

Khoành khắc PV Sỹ Khoẻ ném điện thoại trước mặt máy quay đã khiến cho nhiều người phải sửng sốt.

### Phóng viên Sỹ Khoẻ ném điện thoại trên truyền hình
Trong số phát sóng chương trình "Chào buổi sáng" vào ngày 25 tháng 7 năm 2014, khi phóng viên Sỹ Khoẻ đang bình luận về "Những ảnh hưởng của cơn bão số 2 tại tỉnh Lạng Sơn" thì đột nhiên chiếc điện thoại của ông reo lên từ túi. Dù vậy, hành động phản ứng của Sỹ Khỏe còn khiến mọi người sửng sốt hơn khi ông nhanh chóng lấy chiếc điện thoại từ trong túi quần và ném thẳng ra ngoài khung ghi hình. Chiếc điện thoại rơi xuống sàn tạo ra một tiếng động khá lớn.
Clip về sự cố hy hữu này nhanh chóng xuất hiện trên nhiều trang mạng xã hội sau đó. Nhiều người cho rằng Sỹ Khoẻ đã rất "thiếu chuyên nghiệp" khi mang điện thoại vào. Thế nhưng, nhiều người lại cho rằng Sỹ Khỏe đã thể hiện sự tôn trọng khán giả cũng như nhà đài khi không muốn làm gián đoạn chương trình. Sự việc này thậm chí còn được báo chí quốc tế đưa tin, phản ứng.

## Giải thưởng và đề cử
| Năm  | Giải thưởng                                     | Kết quả   | Tham khảo |
| ---- | ----------------------------------------------- | --------- | --------- |
| 2014 | Giải thưởng An toàn Giao thông đường bộ quốc tế | Đoạt giải | [ 7 ]     |